# Kap Hickey
Kap Hickey ist ein Kap an der Scott-Küste des ostantarktischen Viktorialands. Es markiert östlich der Charcot Cove und des Marin-Gletschers  das nördliche Ende des Mündungsgebiets des Mawson-Gletschers ins Rossmeer. 
Das Advisory Committee on Antarctic Names benannte es 1964 nach John Hickey von der United States Navy, der als Pilot der Flugstaffel VX-6 im Jahr 1962 an den sogenannten Topo-North-and-South-Landvermessungsarbeiten beteiligt war.